# Filiberto Azcuy
Filiberto Azcuy Aguilera (Esmeralda, 13 ottobre 1972) è un lottatore e allenatore di lotta cubano.
Ha vinto due medaglie olimpiche nella lotta greco-romana. In particolare ha conquistato la medaglia d'oro alle Olimpiadi di Atlanta 1996 nella categoria pesi welter e un'altra medaglia d'oro alle Olimpiadi di Sydney 2000 nella categoria 74 kg.
Ha partecipato anche alle Olimpiadi di Atene 2004.
Nel 1995 ha vinto l'oro ai giochi panamericani nella categoria pesi welter.

## Palmarès
- Giochi olimpici

Atlanta 1996: oro nei pesi welter
Sydney 2000: oro nei 74 kg
- Giochi panamericani

Mar del Plata 1995: oro nei pesi welter